# أولاد علي (بني علي)
أولاد علي هو دُوَّار يقع بجماعة مكناسة الغربية، إقليم تازة، جهة فاس مكناس في المملكة المغربية. ينتمي الدوّار لمشيخة بني علي التي تضم 7 دواوير. يقدر عدد سكانه بـ 380 نسمة حسب الإحصاء الرسمي للسكان والسكنى لسنة 2004.

## روابط خارجية
- البوابة الوطنية للجماعات الترابية
- المندوبية السامية للتخطيط